# Callionymus platycephalus
Callionymus platycephalus е вид бодлоперка от семейство Callionymidae.

## Разпространение и местообитание
Видът е разпространен във Филипини.
Обитава пясъчни дъна на морета. Среща се на дълбочина около 47,6 m, при температура на водата около 26,9 °C и соленост 34,3 ‰.

## Описание
На дължина достигат до 8,2 cm.